# Odd Man Out
Odd Man Out is een Britse dramafilm uit 1947 onder regie van Carol Reed. Het scenario is gebaseerd op de gelijknamige roman  uit 1945 van de Britse auteur F.L. Green.

## Verhaal
Bij een mislukte overval raakt IRA-leider Johnny McQueen gewond. Hij moet vluchten voor de autoriteiten, die de stad bewaken om hem en de andere bendeleden te kunnen arresteren. McQueen gaat op zoek naar een toevluchtsoord, maar intussen tracht zijn vriendin Kathleen Sullivan hem te vinden.

## Rolverdeling
| Acteur           | Personage         |
| ---------------- | ----------------- |
| James Mason      | Johnny McQueen    |
| Robert Newton    | Lukey             |
| Cyril Cusack     | Pat               |
| Kathleen Ryan    | Kathleen Sullivan |
| F.J. McCormick   | Shell             |
| William Hartnell | Fencie            |
| Fay Compton      | Rosie             |
| Denis O'Dea      | Inspecteur        |
| W.G. Fay         | Vader Tom         |
| Maureen Delaney  | Theresa O'Brien   |